# Highly Accelerated Life Test
HALT（Highly accelerated life test）とは、電気製品などの工業製品の設計時の試験方法の1つである。1980年代に米国で考案された後、欧米を中心に航空機、自動車、電気製品の試験に採用され、2008年現在では欧米との取引のあるアジアの製造業でも広く普及しており、日本以外の多くの国で採用されている。

## 従来の試験方法
日本国内のメーカーが主流として採用している従来型の製品試験方法であるDVT（Design verification testing）では、製品の使用環境を想定し、それを上回る厳しい環境条件を安全余裕として設定した上で、主に温度による時間軸での加速を行なって製品に不具合が出ないかを確認する為の試験を行なっている。DVTでは製品が、温度サイクル試験、高温多湿試験、振動試験などの個別複数に設定された環境試験を通過すれば良く、逆に通過するまでは、何度でも明らかとなる欠陥を順番に改良・修正して行き、1種類の試験だけで数百時間、全体で数か月掛かるDVT試験のプロセスをそのたびごとに繰り返すことになる。
DVTでは環境条件を通過するか、つまり不具合が出ないかを試験している。

## HALT
HALTでは、製品に強いストレスをかけ続けて壊れるまで試験する。そのため、DVTより過酷な条件で試験が行なわれ、3 - 5日程度の短期間に製品の弱点が明らかに出来る。
HALTでは「故障が出なかった」ということは基本的になく、壊れるまで試験されることになる。使用環境を想定した試験ではなく、稼動限界と破壊限界を見極める過程で製品の最大の弱点を明確にすることで改善の参考とすることが目的の試験である。
HALTによって製品の弱点を特定しても、改良や対策を行なうかどうかは製品開発者の判断にまかされ、HALTで製品の信頼性や動作範囲に一定の満足のゆく結果が得られればDVTの様な使用環境を想定した検査が行なわれる。HALTとDVTという2種類の検査を行なうことは、一見、二度手間のようであるが、長い時間とそれに応じたコストが掛かるDVTが大幅に短縮・削減できるために全体では効果的となる。

### 試験概要
HALTは5段階で行なわれる。
1. 冷却ステップ試験
最低、摂氏マイナス100度になるまで、室温から10度ずつ製品を冷却して行き、機能しなくなる限界温度を探す。
2. 加熱ステップ試験
最高、摂氏プラス200度になるまで、室温から10度ずつ製品を加熱して行き、機能しなくなる限界温度を探す。
冷却ステップ試験と加熱ステップ試験では、従来のような恒温槽を使うのではなく、熱風や冷風をダクトによって試験対象に直接吹きかけ、対象温度を熱電対で計る。
3. 熱衝撃試験
低温保持と高温保持を10分間ごとに交互に繰り返す。低温と高温はそれぞれ冷却ステップ試験と加熱ステップ試験での限界温度より10度程度常温側に設定する。熱風や冷風をダクトによって試験対象に直接吹きかけ、対象温度を熱電対で計る。
4. 振動ステップ試験
室温環境下で段階的に50-60Gの振動を与える。振動は複数のピストン・シリンダーによって保持された6自由度を持つ振動台によって作られ、振動台に固定された対象物に、3方向の直線加速度運動と3軸方向の回転加速度運動がランダム振動と等価になるように加えられる。ピストン・シリンダー内のピストンが圧搾空気によって移動し、端部の樹脂に衝突することで振動が作られる。
5. 複合試験
熱衝撃試験と振動ステップ試験を組み合わせて、熱衝撃と振動が同時に加えられる。温度は上方限界温度と下方限界温度の10度程度常温側設定値の間で往復され、振動は徐々に大きくされる。

上記の10度ごとのステップや10分間隔といった数値は一般的なものとしての一例であり、規定されたものではない。

## 短所

### 評価の限界
HALTは物理的なストレスのみを評価対象としており、化学的な変化についてはほとんど考慮していない。このため化学変化に起因する腐蝕などの経年変化は評価できないので、必要なら別途の検査が行なわれる。

### 試験装置と付随設備のコスト
HALTは従来型の試験装置とは全く異なる試験装置を必要とするため、1台の3,000 - 4,000万円程度の試験装置本体のコストが必要となる。また、試験装置には圧縮空気、窒素ガス、液体窒素の供給設備など、周辺設備へのコストも求められるので、建物のコストを含まなくても、合計で7,000万円程度の投資が必要になる。

## 委託検査
日本国内でのHALTに対する関心の高まりに応じて、2008年10月からは東陽テクニカと楠本化成が共同でHALTの委託検査受託業務を開始した。この受託検査では、業界標準に近い米Qualmark社製のHALT検査装置を使用するため、海外顧客等の検査基準要求にも応じられる。

## 名称
日本では英語での名称を直訳して「高加速寿命試験」と呼ばれることもあるが、従来型のDVTによる検査方法と同種の試験であるとの誤解を受け易い名称になる。